# Stu Miller
Stu Miller (ur. 26 grudnia 1927 w Northampton, zm. 4 stycznia 2015 w Cameron Park) – amerykański baseballista.

## Zarys kariery
W latach 1952–1968 grał w Major League Baseball. Występował w barwach St. Louis Cardinals w latach 1952-1954 i 1956, Philadelphia Phillies w 1956, San Francisco Giants w okresie 1957–1962, w latach 1963–1967 reprezentował klub Baltimore Orioles. Karierę zawodniczą zakończył w 1968 w drużynie Atlanta Braves.

## Wyróżnienia
| Nagroda/wyróżnienie | Lata         | Źródło |
| 2× All-Star         | 1961¹, 1961² | [ 2 ]  |